# Du cœur à l'outrage
Albums de La Rumeur
Regain de Tension
(2004) 1997-2007 Les Inédits
(2007)
Du cœur à l'outrage est le troisième album de La Rumeur sorti en France le 23 avril 2007.
Celui-ci s'accompagne du troisième numéro de leur fanzine La Rumeur Magazine.
Une tournée a lieu pour la promotion de ce nouvel album dont une date à Paris au Trabendo le 6 juin 2007 pour célébrer les dix ans d'existence du groupe.

## Liste des morceaux
1. Il y a toujours un lendemain (Ekoué-Hamé-Le Bavar-Mourad / P.A.T.)
2. Comme de l'uranium (Ekoué-Le Bavar-Hamé / Soul G)
3. Non sous-titré (Ekoué-Hamé / Soul G)
4. La meilleure des polices (Hamé / Demon)
5. En vente libre (Ekoué-Le Bavar / P.A.T.)
6. Interlude 1 (Soul G)
7. Quand la Lune tombe (Ekoué / Laloo)
8. Qui ça étonne encore ? (Hamé-Ekoué-Le Bavar / Demon)
9. Du sommeil, du soleil, de l'oseille (Le Bavar / P.A.T.)
10. Je suis une bande ethnique à moi tout seul (Hamé-Ekoué-Mourad-Le Bavar / Soul G) (avec Serge Teyssot-Gay à la guitare)
11. Un chien dans la tête (Hamé / Soul G)
12. Interlude 2 (Soul G)
13. Que dit l'autopsie ? (Ekoué-Hamé-Le Bavar-Mourad / Soul G)
14. Nature morte (Le Bavar / Laloo)
15. Tel quel (Hamé-Le Bavar / Demon)
16. Interlude 3 (Soul G)
17. Là où poussent mes racines (Ekoué-Demon)
18. Les bronzés font du rap [Remix] (Specio-Al-Hamé-Mourad-Philippe-Prodige-B.James-Casey-Ekoué / Soul G)